# Невестин вео
Невестин вео (шп. Velo de novia), мексичка је теленовела, продукцијске куће Телевиса, снимана 2003.
У Србији је приказивана током 2003. и 2004. на Трећем каналу Радио-телевизије Србије.

## Синопсис
Андреа је прелепа девојка којој је због озбиљних срчаних проблема угрожен живот. Хосе Мануел је импресиониран лепом, себичном и љубоморном Ракелом, али и њеном сестром Анхелом, девојком племените душе. Он проси Ракелу, несвестан њене зле природе. Како се свадба ближи, он ипак схвата да је једина љубав у његовом животу Анхелеc. Бесна због сазнања да Хосе жели отказати венчање, Ракела кује план који доводи до смрти њене сестре. Ипак, Анхелино срце наставља да живи, јер је трансплантацијом пресађено Андреи. Хосе Мануел, скрхан од бола и туге због губитка вољене жене, упознаје Андреу и она му враћа наду у бољу будућност. Њих двоје се сукобљавају са Ракелом која свим силама жели да им уништи везу, али и са Рикардом, Хосеовом мајком, која зна мрачне тајне Андреине породице.

## Улоге
| Глумац              | Улога                           |
| ------------------- | ------------------------------- |
| Сусана Гонзалез     | Андреа Паз                      |
| Едуардо Сантамарина | Хосе Мануел дел Аламо Хорхе     |
| Ектор Суарез        | Азаел Виљасењор                 |
| Синтија Клитбо      | Ракел Виљасењор дел Морал       |
| Марлен Фавела       | Анхела Виљасењор дел Морал      |
| Бланка Гера         | Рикарда дел Аламо               |
| Хулиса              | Лија дел Морал де Виљасењор     |
| Пакита Дел Барио    | Антонија Велика Мама            |
| Рајмундо Капетиљо   | Филемон Паз                     |
| Хорхе Поза          | Рафаел Ернесто                  |
| Роберто Вандер      | Херман дел Аламо                |
| Тоњо Маури          | Хуан Карлос Виљасењор дел Морал |
| Алан                | Исак                            |
| Јулијана Пениче     | Анисета Ани Паз                 |
| Елизабет Алварез    | Дулсе Марија Салазар            |
| Артуро Васкез       | Себастијан Паз                  |
| Хуан Империо        | др Анхел                        |
| Алисија Фар         | Едуарда                         |
| Мојисес Суарез      | Деметрио Кариљо                 |
| Хоеми Бланко        | Клаудија                        |
| Лорена де ла Гарза  | Чачита Чавез                    |
| Маријана Санчез     | Федерика дел Аламо              |
| Хаиме Фернандез     | Ернан Окампо                    |
| Мануела Торез       | Пекоса                          |
| Фернандо Роблес     | Марсело Мејиа                   |
| Рубен Оливарес      | Пуас                            |
| Сандра Монтоха      | Јоланда Монтеро                 |
| Лусеро Кампос       | Кармелита                       |
| Лусија Браво        | Леона                           |
| Азалија             | Лисарага Улоа                   |
| Емилио Фернандез    | Мемо                            |
| Вања Валенсија      | Ромина                          |
| Умберто Бондони     | Арон                            |
| Артуро Гизар        | Адвокат Јепез                   |
| Нијурка Маркос      | Вида                            |